# John Holland (baloncestista)
John Michael Joseph Holland (Bronx, Nueva York, 6 de noviembre de 1988) es un jugador de baloncesto puertorriqueño-estadounidense que pertenece a la plantilla de los Santeros de Aguada del Baloncesto Superior Nacional. Con 1.96 de estatura, su posición natural en la cancha es el de escolta.

## Trayectoria deportiva

### Universidad
Jugó durante cuatro temporadas con los Terriers de la Universidad de Boston, en las que promedió 17,1 puntos y 5,6 rebotes por partido. En 2011 fue elegido Jugador del Año de la America East Conference.

### Profesional
Tras no ser elegido en el Draft de la NBA de 2011, fichó por el Chorale Roanne Basket francés, donde jugó una temporada en la que promedió 14,3 puntos y 4,7 rebotes por partido.
Al año siguiente fichó por el CB Sevilla de la liga ACB, jugando una temporada en la que promedió 10,4 puntos y 2,8 rebotes por encuentro. Regresó a Francia en 2013 para fichar por el BCM Gravelines, con los que disputó una temporada en la que promedió 10,9 puntos y 3,2 rebotes por encuentro.
En octubre de 2014 fichó por los San Antonio Spurs de la NBA, pero fue descartado antes del comienzo de la temporada, fichando entonces por el Beşiktaş de la liga turca.
El 11 de abril de 2016 firmó con Boston Celtics. El 19 de abril hizo su debut con los Celtics en la derrota por 89-72 ante los Atlanta Hawks, jugando solo un minuto. El 31 de agosto de 2016 fue despedido por los Celtics.
El 8 de septiembre de 2017 se convirtió en el primer jugador en firmar un contrato de dos vías con los Cleveland Cavaliers.
En julio de 2020, firma con UNICS Kazán de la VTB United League. Durante la temporada 2020-21, participa en 43 partidos en los que promedió 10.3 puntos y 2.3 asistencias por partido en la Eurocupy 9.1 puntos con 1.8 asistencias en la VTB League.
Tras comenzar la temporada 2021-22 sin equipo, el 5 de febrero de 2022, regresa al UNICS Kazán de la VTB United League.
El 9 de marzo de 2022, firma por el Frutti Extra Bursaspor de la Basketbol Süper Ligi.
El 28 de julio de 2023, firma por el Hapoel Tel Aviv B.C. de la Ligat Winner.

### Selección nacional
Durante agosto y septiembre de 2023 fue integrante de la selección de Puerto Rico que participó en el Mundial de 2023 celebrado en Asia, y que finalizó en decimosegundo lugar.

## Estadísticas de su carrera en la NBA

### Temporada regular
| Año     | Equipo    | PJ | PT | MPP | %TC  | %3P  | %TL  | RPP | APP | ROB | TPP | PPP |
| ------- | --------- | -- | -- | --- | ---- | ---- | ---- | --- | --- | --- | --- | --- |
| 2017-18 | Cleveland | 24 | 0  | 7.3 | .288 | .306 | .692 | 1.0 | .2  | .3  | .1  | 2.3 |
| 2018-19 | Cleveland | 1  | 0  | .7  | .000 | .000 | .000 | .0  | .0  | .0  | .0  | 0.0 |
| Total   | Total     | 25 | 0  | 7.0 | .288 | .306 | .692 | 1.0 | .2  | .3  | .1  | 2.2 |

### Playoffs
| Año   | Equipo | PJ | PT | MPP | %TC  | %3P  | %TL  | RPP | APP | ROB | TPP | PPP |
| ----- | ------ | -- | -- | --- | ---- | ---- | ---- | --- | --- | --- | --- | --- |
| 2016  | Boston | 1  | 0  | 1.0 | .000 | .000 | .000 | .0  | .0  | .0  | .0  | .0  |
| Total | Total  | 1  | 0  | 1.0 | .000 | .000 | .000 | .0  | .0  | .0  | .0  | .0  |